# TFエンターテインメント
TFエンターテインメント（簡体字: 时代峰峻、繁体字: 時代峰峻、英語: Times Fengjun Entertainment、以下「TF」）は、中華人民共和国北京市に本社を置く芸能事務所。通称は時代峰峻、TF。「TFエンターテインメント」は正式な日本名ではない。

## 沿革
2009年、北京市に成立し、重慶市にレッスン基地を設立。
2010年、オーディション「Dreamer未来！我来！」を開催、第1期練習生を集める。
2011年、第2期練習生オーディションを起動。最終入選者は当時12歳の王俊凱。同年の夏、ミニアルバム「我不要改変（私は変わらない）」をリリースしたが、予想通りの反響が出てこなかった上、第1期、第2期の練習生たちが退社し続け、残ったのは王俊凱一人。第3期に入選された練習生は王源を含めた。
2013年、第4期練習生を集め、バンド「TFBand」を結成。4月1日、TF家族がレスリー・チャンの名曲「当愛已成往事」（映画『さらば、わが愛/覇王別姫』主題歌）をカバーし、注目される。
2013年、TFの管理層が「練習生が成人（18歳）してからデビューする」という方針を変え、王俊凱と王源をデビューさせる。易烊千璽をダンス担当メンバーとしてグループに加入させ、男性3人グループ「TFBOYS」を結成。8月6日、TFBOYSがネットでミニアルバム「Heart夢・出発」をリリースし、メジャーデビュー。「中国初の国産少年アイドルグループ」として全国範囲で話題になった。TFBOYSのブレイク共に、TFも知名度が上がる。中国における男子アイドルグループ界のパイオニアであり、「中国版ジャニーズ事務所」とも呼ばれておる。
北京時間（UTC+08:00）2017年9月16日8時6分、TFBOYSのメンバー3人同時にそれぞれの個人事務所（工作室）を成立。TFエンターテインメントによると、これはグループ活動を優先するという前提で、メンバーの個人活動が広がるため提出された方針。グループ自体は解散しない。
2018年10月7日、男性5人グループ「台風少年団」を結成。2019年7月2日、台風少年団が解散。メンバーの姚景元は影視部に移動。残り4人に練習生3人を加え、オーディション番組「台風蜕変の戦」に出場。
2019年8月25日、男性7人グループ「時代少年団」を結成。11月23日にメジャーデビューさせる。
2024年8月27日、男性5人グループ「登陸少年組合」デビュー。
2024年10月1日、音楽レーベル「TF_ING」デビュー.
2025年1月1日、アーティスト、歌手、プロデューサーの張峻豪がデビュー。

## 所属タレント

### デビュー組

#### 本社
| 名前     | 生年月日（年齢）       | メジャーデビュー日 | 所属するグループ | かつて所属したグループ |
| -------- | ---------------------- | ------------------ | ---------------- | ---------------------- |
| 王俊凱   | 1999年9月21日（25歳）  | 2013年8月6日       | TFBOYS           |                        |
| 王源     | 2000年11月8日（24歳）  | 2013年8月6日       | TFBOYS           |                        |
| 易烊千璽 | 2000年11月28日（24歳） | 2013年8月6日       | TFBOYS           |                        |
| 敖子逸   | 2002年12月25日（22歳） | 2018年10月31日     |                  |                        |
| 馬嘉祺   | 2002年12月12日（22歳） | 2019年11月23日     | 時代少年団       | 台風少年団             |
| 丁程鑫   | 2002年2月24日（23歳）  | 2019年11月23日     | 時代少年団       | 台風少年団             |
| 宋亜軒   | 2004年3月4日（21歳）   | 2019年11月23日     | 時代少年団       | 台風少年団             |
| 劉耀文   | 2005年9月23日（19歳）  | 2019年11月23日     | 時代少年団       | 台風少年団             |
| 張真源   | 2003年4月16日（21歳）  | 2019年11月23日     | 時代少年団       |                        |
| 厳浩翔   | 2004年8月16日（20歳）  | 2019年11月23日     | 時代少年団       |                        |
| 賀峻霖   | 2004年6月15日（20歳）  | 2019年11月23日     | 時代少年団       |                        |
| 李天沢   | 2004年4月4日（20歳）   | 2020年3月12日      |                  |                        |
| 朱志鑫   | 2005年11月15日(19歳）  | 2024年8月26日      | 登陆少年組合     |                        |
| 张泽禹   | 2007年4月30日(17歳)    | 2024年8月26日      | 登陆少年組合     |                        |
| 张极     | 2007年2月3日(17歳）    | 2024年8月26日      | 登陆少年組合     |                        |
| 左航     | 2006年5月22日(18歳）   | 2024年8月26日      | 登陆少年組合     |                        |
| 苏新皓   | 2007年1月12日(17歳)    | 2024年8月26日      | 登陆少年組合     |                        |

#### 所属芸能人
| 名前   | 生年月日（年齢）      |
| ------ | --------------------- |
| 李俊濠 | 1997年7月14日（27歳） |
| 張芸凡 | 2000年2月10日（25歳） |
| 姚景元 | 2001年9月13日（23歳） |
| 宋文嘉 | 2002年3月31日（22歳） |
| 鄧恩熙 | 2005年4月18日（19歳） |
| 張峻豪 | 2007年7月20日（17歳） |

#### TF_ING
| 名前   | 生年月日（年齢）       |
| ------ | ---------------------- |
| 童禹坤 | 2006年7月7日（18歳）   |
| 邓佳鑫 | 2006年7月23日（18歳）  |
| 陳天潤 | 2007年5月24日（17歳）  |
| 穆祉丞 | 2007年11月16日（17歳） |
| 張子墨 | 2008年2月20日（17歳）  |
| 黄朔   | 2008年9月24日（16歳）  |

### TF家族練習生
| 名前   | 生年月日（年齢）       |
| ------ | ---------------------- |
| 余宇涵 | 2006年11月24日（18歳） |
| 姚昱辰 | 2008年7月5日（16歳）   |

#### 試訓生
| 名前   | 生年月日（年齢）       |
| ------ | ---------------------- |
| 官俊臣 | 2007年7月4日（17歳）   |
| 汪浚熙 | 2008年9月11日（16歳）  |
| 張桂源 | 2009年5月11日（15歳）  |
| 張函瑞 | 2009年10月18日（15歳） |
| 左奇函 | 2010年3月19日（14歳）  |
| 陈浚铭 | 2012年5月17日（11歳）  |

## かつて所属していたグループ・タレント

### 解散グループ
- 台風少年団（2018年10月7日 - 2019年7月2日）

### 退社タレント
| - 李庭頤（影視部） - 管浩圻 - 伍禾胤 - 左虎 - 欧陽田戈 - 朱志仁 - 丁璽龙 - 張啸 - 劉增辉 | - 高俊杰 - 衛煜 - 劉一麟 - 羅庭信 - 劉志宏 - 彭傲星 - 倪子魚 - 陳冠宇 - 王訳峰 | - 姚泽瑞 - 黄宇航（IXFORM・孫亦航） - 黄其淋（INTO1・林墨） - 徐皓揚 - 陳俊西 - 陳思霖 - 李小亮 - 魏子杰 - 蒋林逸 | - 劉厳琰 - 代昊林 - 陳璽達 - 趙冠羽（橙新計劃，2021年9月13日から） - 李俊濠 - 陳泗旭 |

## 製作番組

### オーディション番組
- 台風蛻変の戦

### テレビドラマ
- 我們的少年時代

### ネット配信番組・ドラマ
- TF家族新聞播報
- 男生学院自習室
- TF少年GO
- 超少年密碼[10]
- 中二練習室
- 台風夜話
- 金曜日練習生
- 第二人生
- 念々（Obsessed with Heart）
- 日常不过的日常
- 一起来做n件事
- 宿舍真不错
- 恭喜你發現了宝藏1
- 恭喜你發現了宝藏2
- 星期五練習生
- 登陸日

### 舞台
- クリスマス奇幻夜
- 夏日カーニバル
- 冬日カーニバル
- 金曜日練習生
- TF少年進化
- 新年音楽会
- 台風少年进化论
- 蝴蝶效应
- 九九八十一
- 齒輪
- 「登陸計劃」シリーズコンサート